# Micropeza columbiana
Micropeza columbiana är en tvåvingeart som först beskrevs av Günther Enderlein 1922.  Micropeza columbiana ingår i släktet Micropeza och familjen skridflugor.
Artens utbredningsområde är Colombia. Inga underarter finns listade i Catalogue of Life.